# Blera fallax
Blera fallax je vzácný druh pestřenky vázaný především na starší borové porosty v severní a střední Evropě. Larvy se vyvíjejí v dutinách pařezů nebo padlých kmenů, zejména borovice lesní (Pinus sylvestris), kde je dřevo narušeno a zvlhčeno. Tyto dutiny často předtím infikuje dřevokazná houba Phaeolus schweinitzii, která měkčí jádrové dřevo. Dospělci byli pozorováni při sání nektaru z květů divokých malin, o jejich dalším chování je však známo velmi málo.
Ve Skotsku byly podniknuty pokusy na lokalitách spravovaných Royal Society for the Protection of Birds (RSPB) o vytváření umělých dutin v pařezech, což vedlo k mírnému nárůstu počtu dospělců. Populace však zůstávají nízké a druh zůstává předmětem ochranářského zájmu.